# Liptena overlaeti
Liptena overlaeti är en fjärilsart som beskrevs av Henry Stempffer 1974. Liptena overlaeti ingår i släktet Liptena och familjen juvelvingar. Inga underarter finns listade i Catalogue of Life.